# Yoshirō Muraki
Yoshirō Muraki (村木 与四郎 Muraki Yoshirō?, 15 de agosto de 1924 – 26 de octubre de 2009) fue un diseñador de producción, director artístico y de vestuario japonés. Muraki se unió a los estudios Toho Film en 1944. Fue nominado en tres ocasiones a los Óscar en la categoría de mejor diseño de producción por sus trabajos en Tora! Tora! Tora! (1970), Kagemusha (1980) y Ran (1985). También fue nominado a los Óscar al mejor diseño de vestuario por Yojimbo (1961). Trabajó con Akira Kurosawa fueron a partir de Crónica de un ser vivo (1955), con la excepción de Dersu Uzala (1975). Estuvo casado con Shinobu Muraki con el que trabajó en numerosas películas.

## Premios y distinciones
Premios Óscar
| Año  | Categoría                        | Película          | Resultado |
| ---- | -------------------------------- | ----------------- | --------- |
| 1962 | Mejor vestuario - Blanco y negro | Yojimbo           | Nominado  |
| 1970 | Mejor dirección de arte          | Tora! Tora! Tora! | Nominado  |
| 1981 | Mejor dirección de arte          | Ran               | Nominado  |
| 1986 | Mejor dirección de arte          | Kagemusha         | Nominado  |